# Rifugio Pagarì
Il rifugio Federici-Marchesini al Pagarì, spesso indicato semplicemente come rifugio Pagarì, è un rifugio alpino sito in comune di Entracque (CN), a 2650 m di quota, nel Parco naturale delle Alpi Marittime.

## Storia
Il rifugio fu costruito nel 1912 ed inaugurato il 20 giugno 1913, con il nome di rifugio Pagarì. La struttura originale, in legno, fu affiancata nel 1937 da due stanze da letto in muratura, ancora presenti oggi; il nucleo originale fu ridestinato ad uso cucina. Danneggiato durante la seconda guerra mondiale, fu restaurato a partire dal 1949, grazie ad un lascito della famiglia di Federico Federici; nel 1951, il rifugio prese la nuova denominazione di  rifugio Federici al Pagarì. In maniera analoga, ulteriori lavori di restauro furono compiuti nel 1982 grazie ad un lascito della famiglia di Ettore Marchesini, ed il rifugio prese il nome di  rifugio Federici-Marchesini al Pagarì. Tra il 1996 ed il 1998 vi fu un ulteriore restauro, durante il quale l'originale struttura centrale in legno fu sostituita da una struttura in muratura, e vennero create le strutture dei servizi igienici.

## Caratteristiche e informazioni
Si trova nell'alta valle Gesso, dominato della cima Maledia. È situato su un piccolo promontorio roccioso, la cui superficie utile è stata aumentata con appositi muretti a secco; poco sotto scorre il torrente Pagarì.
È costituito da un edificio in legno e muratura, in tre corpi. Il corpo centrale, ad un piano con sottotetto, è adibito a bar, cucina e sala da pranzo; i due corpi laterali sono adibiti a dormitorio, per un totale di 24 posti. I locali son dotati di riscaldamento a legna ed acqua corrente, e vi sono due servizi igienici. È anche disponibile la doccia calda. L'impianto elettrico è alimentato da pannelli fotovoltaici.
Il locale invernale, aperto durante il periodo di chiusura del rifugio estivo, dispone di 8 posti letto con coperte, ed è dotato di telefono di soccorso.
Il rifugio offre servizio di bar e ristoro; inoltre, offre anche servizio di posto telefonico pubblico.
Dal 2007 il rifugio è stato dotato di un impianto per la produzione di birra artigianale, facendo del Pagarì "il birrificio più alto d'Europa"

## Accessi
L'accesso principale è dalla frazione San Giacomo di Entracque, dove si lascia l'automobile. Da qui si diparte una strada sterrata, chiusa al traffico, che porta dapprima alla ex Casa di Caccia della famiglia reale, quindi, risalendo il  vallone di monte Colomb, porta al Gias sottano del Vei del Bouc, dove termina (1 h da San Giacomo). Da questa località ha inizio il sentiero M13, che conduce in circa 3h 45' al rifugio.

## Ascensioni
- Cima Maledia attraverso il canalino della Maledìa
- Cima Pagarì
- Monte Clapier
- Monte Gelàs attraverso il canalino della Maledìa

## Traversate
- Bivacco Moncalieri - rifugio Soria Ellena